# Bailter Space
Bailter Space (anche Bailterspace) è un gruppo musicale noise rock formatosi a Christchurch, in Nuova Zelanda, nel 1987 come Nelsh Bailter Space; in precedenza aveva registrato alcuni brani come The Gordons.

## Storia
Alister Parker, John Halvorsen e Brent McLachlan  nel 1980 formarono un primo gruppo musicale, noto come The Gordons, con il quale pubblicarono nel 1981 un EP, Future Shock, con tre canzoni e un videoclip per la canzone Adults and Children; il primo album LP, The Gordons,  venne pubblicato l'anno stesso, seguito nel 1984 dal secondo LP, Volume 2 LP, con Vince Pinker al basso in sostituzione di  Alister Parker, per poi sciogliersi verso il 1985.
Nel 1987 venne formato un nuovo gruppo, chiamato inizialmente Nelsh Bailter Space, e poi più semplicemente Bailter Space, costituito da Parker e dall'ex batterista dei Clean, Hamish Kilgour, con Glenda Bills alla tastiera e Ross Humphries. Dopo un paio di singoli, Bills e Humphreys se ne andarono, rimpiazzati da Halvorsen al basso; questa nuova formazione registra l'album Tanker e il singolo Grader Spader, entrambi prodotti da Brent McLachlan. La band viaggiò in tour negli Stati Uniti dove suonarono al New Music Seminar nel 1988 e, quando tornarono, Kilgour decise abbandonare il gruppo per  formare una nuova band, i Mad Scene. Parker e Halvorsen reclutarono Mclachlan come nuovo batterista, ricreando la formazione originale dei Gordons. Questa formazione debuttò con l'album Thermos, registrato nel 1989.
Dopo diverse pubblicazioni con la Flying Nun Records, e dopo aver cambiato base diverse volte tra la Nuova Zelanda, la Germania e gli Stati Uniti, firmarono nei primi anni novanta un contratto con la Matador Records, un'etichetta indipendente di New York; nel 1992 venne pubblicato un EP, The Aim, che fu la prima pubblicazione negli Stati Uniti della band e che nel Regno Unito venne pubblicato suddiviso in due singoli da 7 pollici, entrambi premiati come "Single of the Week" dal Melody Maker. La band si trasferì quindi a New York per registrare il nuovo album LP, Robot World, pubblicato nel 1993. Seguì l'EP EIP, contenente versioni leggermente remixate di due tracce di Robot World e due che sarebbero apparse sul successivo album, Vortura, che venne pubblicato l'anno dopo. Nel 1995 venne pubblicato l'album  Wammo. Nel 1999 la band si è esibita a Toronto come parte del Neon Palm Festival.
Successivamente firmarono un contratto con l'etichetta Turnbuckle Records, con sede a New York, con la quale pubblicarono fino al 2002. Nel 2004, la Matador Records ha eliminato tutte le versioni di Bailter Space dal loro catalogo. Le uscite della band sono ora fuori catalogo, tranne che in Nuova Zelanda / Australia.
Una raccolta retrospettiva che abbraccia la carriera, Bailterspace è stato pubblicato nel 2004.
Nell'agosto 2008, Bailter Space dopo una pausa di 4 anni, si esibirono presso la Bowery Ballroom di New York. A loro si unì Ian Ljungquist al basso.
Un nuovo album intitolato Strobosphere è stato pubblicato in Nuova Zelanda il 13 agosto 2012 e negli Stati Uniti il 21 agosto 2012.

## Discografia

### Come "The Gordons"
Album di studio
- 1981 - The Gordons
- 1984 - Volume 2

EP
- 1980 - Future Shock

Compilation
- 1988 - The Gordons (Flying Nun)

### Album in studio
- 1988 : Tanker
- 1990 : Thermos
- 1993 : Robot World (Matador/ Flying Nun)
- 1994 : Vortura
- 1995 : Wammo
- 1997 : Capsul
- 1999 : Solar.3
- 2004 : Bailterspace
- 2012 : Strobosphere
- 2013 : Trinine

### EP e singoli
- 1987 : New Man b/w In A City Wardrobe" 7
- 1987 : Nelsh Bailter Space 12"
- 1988 : Grader Spader 12"
- 1991 : Shine" b/w "The Unseen" 7
- 1992 : The Aim" b/w "We Know" 7
- 1992 : The Aim (CD EP)
- 1994 : B.E.I.P. (CD EP)
- 1995 : Splat" b/w "At Five" & "Fascination" 7
- 1995 : Retro CD EP
- 1997 : Capsule" b/w "Argonaut 7"
- 1998 : Photon (CD EP/ mini album)

### Compilation
- 2004 - Bailterspace